# Biogarantie
Pour un article plus général, voir Label d'agriculture biologique.
Le label Biogarantie, créé en 1987, est un label bio belge qui croit en une agriculture respectueuse de l’homme et de l’environnement.

## Histoire
Le label Biogarantie Belgium voit le jour en 2019 et promeut des produits locaux, traçables qui respectent une politique de prix juste pour les producteurs,.

## Description
Le label Biogarantie anticipe l’évolution des lois[évasif] et protège les domaines[évasif] non couverts par la réglementation européenne. Cela induit donc, entre autres, que les produits qui arborent son logo respectent un cahier des charges précis[Lequel ?].  
Le label est géré par Probila-Unitrab, l’UNAB et BioForum Flandre asbl. 
Le contrôle du respect de ce cahier des charges est assuré par un des trois organismes de contrôle, Certisys, Quality Partner ou TÜV NORD Integra. 